# 查姆·古德曼-施特勞斯
查姆·古德曼-施特勞斯（英語：Chaim Goodman-Strauss，1967年6月22日—）是一名美國數學家，主要研究凸幾何學，尤其是非週期性平鋪。他已從阿肯色大學退休，目前擔任美國國家數學博物館的外聯數學家。他與約翰·何頓·康威和海蒂·伯吉爾（Heidi Burgiel）合著《事物的對稱性》一書，這是一本全面介紹圖案數學理論的書籍。

## 生平
古德曼-施特勞斯1988年在德州大學奧斯汀分校獲得數學學士學位，1994年獲得博士學位，博士導師是約翰·埃德溫·呂克。他於1994年加入阿肯色大學任教，並於2008年至2015年擔任系主任。他曾在墨西哥國立自治大學和普林斯頓大學擔任訪問學者。
1995年，他在明尼蘇達大學的數學研究和教育中心幾何中心從事研究工作，研究平面的非週期性傾斜
古德曼-施特勞斯從懂事起就對圖案和數學悖論著迷。他17歲時聽了一場關於數學家格奧爾格·康托爾的講座，他說：「我已經註定要成為數學家，但那場講座決定了我的命運。」他成為了數學作家和普及者。2004年至2012年，他與阿肯色大學NPR附屬機構KUAF 91.3 FM合作，推出「數學因素 （页面存档备份，存于）」播客網站，內容涉及娛樂數學。他是马丁·加德纳的崇拜者，「Gathering 4 Gardner」組織的顧問委員會成員，該組織旨在紀念這位著名的數學普及者和《科學美國人》專欄作家，他也積極參與相關的「心靈慶典」活動。2022年，古德曼-施特勞斯榮獲國家數學博物館頒發的羅森塔爾獎 （页面存档备份，存于），該獎項旨在表彰數學教學中的創新和靈感。

## 非週期單質

大衛·史密斯發現的一種不重複且只使用一種形狀的平鋪法。

2023年3月20日，施特勞斯與大衛·史密斯、約瑟夫·塞繆爾·邁爾斯（Joseph Samuel Myers）和克雷格·S·卡普蘭一起，宣布證明史密斯發現的瓦片是一個非週期性單面地磚，即解決一個長期懸而未決的愛因斯坦問題。研究小組將繼續完善這項工作。

## 數學藝術家
2008年，古德曼-施特勞斯與約翰·何頓·康威和海蒂·伯吉爾（Heidi Burgiel）合作撰寫《事物的對稱性》一書，這是一本詳盡又簡單易懂的圖案數學理論概述。他使用自己為此開發的軟體為本書製作了數百張全彩影像。美國數學協會說：「當人們拿起這本書時，首先注意到的是......這是一本精美的書......充滿絢麗的彩色圖片......。其中許多都是古德曼-施特勞斯製作的。與一些為了吸引讀者注意力而添加插圖的書籍不同，這些圖片對於本書的主題來說是真正必不可少的。」
他還以數學為靈感創作了大型雕塑，其中一些作品曾在「Gathering 4 Gardner」會議上展出。

## 外部連結
- 查姆·古德曼-施特勞斯在數學譜系計畫的資料。
- Personal web page （页面存档备份，存于）
- "Shaping Surfaces" （页面存档备份，存于） [Video] Address to National Museum of Mathematics (MoMath) on December 3, 2014